# Monsters of Rock Tour 1988
Monsters of Rock Tour 1988 – dziewiąta trasa koncertowa zespołu Van Halen. Trasa oficjalnie rozpoczęła się 23 maja 1988 i objęła 35 koncertów. Van Halen koncertował w ramach Monsters of Rock.

## Muzycy
Członkowie zespołu: Sammy Hagar, Eddie Van Halen, Alex Van Halen, Michael Anthony.

## Daty i miejsca koncertów

### USA
- 23 maja 1988: Los Angeles, California – The Troubadour
- 24 maja 1988: Los Angeles, California – The Troubadour
- 27 maja 1988: East Troy, WI – Alpine Valley Music Theater
- 28 maja 1988: East Troy, WI – Alpine Valley Music Theater
- 29 maja 1988: East Troy, WI – Alpine Valley Music Theater
- 4 czerwca 1988: Miami, FL – Orange Bowl
- 5 czerwca 1988: Tampa, FL – Tampa Stadium
- 10 czerwca 1988: Washington DC – RFK Stadium
- 11 czerwca 1988: Philadelphia, PA – JFK Stadium
- 12 czerwca 1988: Foxboro, MA – Sullivan Stadium
- 15 czerwca 1988: Pittsburgh, PA – Three Rivers Stadium
- 17 czerwca 1988: Pontiac, MI – Pontiac Silverdome
- 18 czerwca 1988: Pontiac, MI – Pontiac Silverdome
- 19 czerwca 1988: Buffalo, NY – Rich Stadium
- 22 czerwca 1988: Akron, OH – Rubber Bowl
- 23 czerwca 1988: Akron, OH – Rubber Bowl
- 25 czerwca 1988: Oxford, ME – Oxford Plains Speedway
- 26 czerwca 1988: East Rutherford, NJ – Giants Stadium
- 27 czerwca 1988: East Rutherford, NJ – Giants Stadium
- 2 lipca 1988: Houston, TX – Rice Stadium
- 3 lipca 1988: Dallas, TX – Cotton Bowl
- 6 lipca 1988: Indianapolis, IN – Hoosier Dome
- 8 lipca 1988: Memphis, TN – Liberty Bowl
- 9 lipca 1988: Memphis, TN – Liberty Bowl
- 10 lipca 1988: Kansas City, MO – Arrowhead Stadium
- 13 lipca 1988: Minneapolis, MN – The Metrodome
- 16 lipca 1988: San Francisco, CA – Candlestick Park
- 17 lipca 1988: San Francisco, CA – Candlestick Park
- 20 lipca 1988: Spokane, WA – Joe Albi Stadium
- 23 lipca 1988: Los Angeles, CA – Los Angeles Memorial Coliseum
- 24 lipca 1988: Los Angeles, CA – Los Angeles Memorial Coliseum
- 27 lipca 1988: Seattle, WA – Seattle Kingdome
- 30 lipca 1988: Denver, CO – Mile High Stadium

## Zespoły występujące z Van Halen
- Scorpions
- Dokken
- Metallica